# Галт (Міссурі)
Галт (англ. Galt) — місто (англ. city) в США, в окрузі Ґранді штату Міссурі. Населення — 168 осіб (2020).

## Географія
Галт розташований за координатами 40°7′38″ пн. ш. 93°23′17″ зх. д. / 40.12722° пн. ш. 93.38806° зх. д. (40.127258, -93.387917).  За даними Бюро перепису населення США в 2010 році місто мало площу 0,74 км², з яких 0,74 км² — суходіл та 0,00 км² — водойми.

## Демографія
Згідно з переписом 2010 року, у місті мешкали 253 особи в 109 домогосподарствах у складі 70 родин. Густота населення становила 342 особи/км².  Було 138 помешкань (186/км²).
Расовий склад населення:
| - 94,9 % — білих - 1,6 % — чорних або афроамериканців - 0,4 % — вихідців з тихоокеанських островів - 0,4 % — корінних американців - 0,4 % — азіатів |

До двох чи більше рас належало 2,4 %. Частка іспаномовних становила 0,0 % від усіх жителів.
За віковим діапазоном населення розподілялося таким чином: 24,1 % — особи молодші 18 років, 60,9 % — особи у віці 18—64 років, 15,0 % — особи у віці 65 років та старші. Медіана віку мешканця становила 39,8 року. На 100 осіб жіночої статі у місті припадало 105,7 чоловіків;  на 100 жінок у віці від 18 років та старших — 108,7 чоловіків також старших 18 років.
Середній дохід на одне домашнє господарство  становив 30 471 долар США (медіана — 28 750), а середній дохід на одну сім'ю — 37 715 доларів (медіана — 32 000). Медіана доходів становила 45 500 доларів для чоловіків та 31 250 доларів для жінок. За межею бідності перебувало 21,4 % осіб, у тому числі 13,8 % дітей у віці до 18 років та 12,0 % осіб у віці 65 років та старших.
Цивільне працевлаштоване населення становило 77 осіб. Основні галузі зайнятості: освіта, охорона здоров'я та соціальна допомога — 23,4 %, виробництво — 19,5 %, сільське господарство, лісництво, риболовля — 15,6 %.